# Chaim Halberstam
Chaim ben Arie Lejb Halberstam, zwany Diwrej Chaim (hebr. חיים הלברשטאם מצאנז; ur. 1793 w Tarnogrodzie, zm. 19 kwietnia 1876 w Nowym Sączu) – cadyk, założyciel chasydzkiej dynastii Sanz, protoplasta dynastii Bobow, Gribow, Gorlic, Klausenberg i Żmigrod.

## Życiorys
Urodził się w Tarnogrodzie, jako syn Arie Lejba Halberstama. Był uczniem Jakowa Icchaka Horowica, Moszego Jehoszuy Heszla Orensteina, Naftalego z Ropczyc i Cwi Hirsza z Żydaczowa. Po ukończeniu nauk został zatrudniony jako rabin w gminie żydowskiej w Rudniku nad Sanem. W 1830 roku został rabinem w Nowym Sączu, którą to funkcję pełnił do końca życia. Założył jesziwę będącą jedną z głównych uczelni talmudycznych Galicji. Swoje nauki zawarł w cyklu Diwrej Chaim (hebr. Słowa Chaima) zawierającym przepisy z zakresu prawa rozwodowego i czystości rytualnej, responsy talmudyczne oraz zbiór kazań.
Chaim Halberstam został pochowany w ohelu na cmentarzu żydowskim przy ulicy Rybackiej w Nowym Sączu. Jest on celem licznych pielgrzymek żydowskich z całego świata.

## Rodzina
Pierwszą żoną Chaima Halberstam była córka rabina Borucha Frenkla-Thumima, jednak zmarła ona bardzo wcześnie i bezdzietnie. Następnie ożenił się z jej siostrą Rochlą Fejgą Frenkl-Thumim, z którą miał pięciu synów: Ezechiela Szragę, Dawida, Meira Nosona, Barucha i Aarona. Jego trzecią żoną była Rechl Unger, z którą miał dwóch synów: Szolema Eliezera i Jeszaję oraz siedem córek.
Chaim Halberstam był założycielem dynastii cadyków Sanz. Jego synowie przewodzili wspólnotom chasydów w innych miastach – Ezechiel Szraga w Sieniawie, Baruch w Gorlicach, Dawid w Chrzanowie. Dynastię cadyków w Nowym Sączu kontynuowali kolejno: Aaron (1826–1903), Mosze (zm. 1906), zięć Chaima Icchak Tobiasz z Głogowa Małopolskiego (zm. 1927), Józef Menachem (zm. 1935). Ostatniego sądeckiego cadyka Mordechaja Zeewa Halberstama w 1942 roku zamordowali naziści.
Charakterystyczną cechą chasydów z Sącza było ultrakonserwatywne podejście do spraw religijnych oraz skromny, wręcz ascetyczny styl życia.